# 西山麗
西山 麗（にしやま れい、1984年3月8日 - ）は、神奈川県横須賀市出身の女子ソフトボール選手（内野手）。元ソフトボール日本代表。2008年北京オリンピック金メダリスト。
中学時代に心臓弁移植を行ったことから、臓器移植を行った日本で唯一のオリンピック金メダリストとなる。

## 経歴
神奈川県横須賀市の生まれで実家は釣り船屋である。決して恵まれた環境とは言えなかったものの小さい頃から運動をすることが大好きで、小学生時代はバスケットボールをしていた。
ただ、生後1ヶ月に大動脈弁狭窄(きょうさく)・閉鎖不全症と診断され、医師より激しい運動を禁じられ持久走や吹奏楽などは特に禁じられていた。
横須賀市立常葉中学校進学時に医師に「激しい運動をやめるように」と言われたことを受けて、攻守があり休みが取れるということからソフトボールに転向した。
転向した直後は全力でプレーすることが制限され、長打でも2塁までしか進塁できなかった。当時の心境を「全力でプレーできなかったことが悔しかった」と後に述べている。
その後、心臓弁移植手術の話が出たことから全力でプレーすることを望み手術を決意する。
1998年、中学2年の時に手術のために渡米し、7時間及ぶ大手術の結果も成功する。
それでもトップアスリートを目指すことに心配した両親を「私は一度死んで生まれ変わった。死ぬのは怖くないからやらせてほしい。」と説得し、トップアスリートへの道を歩みだす。
手術を受けた前の月に、ソフトボールの講習会に参加し、そのときに講師だった斎藤春香に「一緒のチームでプレーしよう」と声をかけられている。このことが彼女の選手生活を送る上で大きな目標となり、2002年に日立ソフトウェア入りでそれが実現する。
- 1999年 - 神奈川県立厚木商業高等学校に進学。
- 2002年 - 日本リーグ1部の日立ソフトウェアに入団。初年度より活躍する。
- 2006年 - アジア大会（金メダル）・世界選手権（銀メダル）に日本代表として出場。
- 2008年 - 北京オリンピックに出場し、金メダルを獲得。同年、紫綬褒章受章[2]。
- 2014年 - シーズン終了後に引退し、内野守備・走塁担当コーチとなる。
- 2016年 - 豊田自動織機シャイニングベガに移籍し、現役復帰。
- 2017年 - シーズン終了後に引退。

## 人物・エピソード
元日本代表の山田恵里とは、共に1984年3月8日生まれ、厚木商業高校でインターハイ2連覇、日立ソフトウェアに同期入団、北京オリンピックで金メダル獲得という縁を持つ。

## 詳細情報

### 日本リーグ個人表彰
- 2004年 - ベストナイン賞（遊撃手）
- 2005年 - ベストナイン賞（遊撃手）

### 背番号
- 3（2002 - 2014）
- 3（2016 - 2017）